# 亭枫公路
亭枫公路是中华人民共和国320国道的一部分，位于上海市金山区，东于亭林镇北运港桥接车亭公路，西至枫泾镇浙江省界连接嘉枫公路，全长32.9公里，是沪浙之间的干道。
该道路共分为东、中、西三段。东段曾称亭北公路，修建于1988年，自车亭公路起至亭林镇松金公路口。中段则曾是松金公路的一段，由亭林镇至原松隐镇（今亭林镇西部），修建于1936年至1937年（民国25年至26年），曾为金山县道，1975年经过拓宽改建，由泥结碎石路面变为沥青路面。西段则曾是松枫公路的一部分，由松隐镇至枫泾镇，曾是金山县道，上海战役前夕因连年战火已几乎无法行车，1950年重修，后经多次拓宽改建，1971年时已由3米宽泥结碎石路改建为7米宽沥青路。
1983年至1987年，亭枫公路朱泾段改建为宽14米的沥青混凝土路面。1988年，亭枫公路亭林段实施改道，新建2.2千米路段，路宽14米，使道路全长缩短约2千米。1989年至1990年12月间，亭枫公路实施改造，由三级公路标准升级为二级公路，道路拓宽至15米。2016年，G320公路开始金山段改建工程，并配合平申线航道改造工程重建金山大桥；2019年12月，改建工程一期（金山大桥－金山区界）正式通车；2020年8月，金山大桥北半幅开通；改建工程二期（沪昆高速－金山大桥）预计在2021年底完工，新金山大桥南半幅预计在2022年春节前完工。

## 主要交会道路（东向西）
- 车亭公路/亭卫公路接大亭公路
- 松卫北路/松卫南路
- 松金公路
- 鸿尊路（ 上海绕城高速亭枫公路出口）
- 金廊公路
- 沈浦泾南路/沈浦泾路（ 亭枫高速朱泾出口）
- 朱平公路
- 兴新公路（ 亭枫高速）
- 沪昆高速  杭州湾环线高速（枫泾立交）
- 朱枫公路